# Helmut Schmidt
Pour les articles homonymes, voir Helmut Schmid (acteur) et Schmidt.
Ne pas confondre avec Helmut Kohl (1930-2017), Chancelier fédéral d'Allemagne de 1982 à 1998.
Helmut Heinrich Waldemar Schmidt , né le 23 décembre 1918 à Hambourg et mort le 10 novembre 2015 dans la même ville, est un homme politique allemand, membre du Parti social-démocrate (SPD).
Porté à la présidence du groupe SPD au Bundestag en 1967, il renonce à ce poste deux ans plus tard pour devenir le premier social-démocrate au poste de ministre fédéral de la Défense d'Allemagne de l'Ouest. En 1972, Willy Brandt le nomme ministre fédéral de l'Économie et des Finances, mais le ministère de l'Économie reprend son autonomie dès la fin de cette année.
En 1974, il succède à Willy Brandt comme chancelier fédéral et occupe ce poste jusqu'au départ des libéraux de sa coalition, en 1982. Avec plus de huit ans passés à la tête du gouvernement, il détient le record de longévité des chanceliers issus du SPD.

## Biographie

### Jeunesse
Helmut Schmidt naît à Hambourg. Il est le fils de deux enseignants. Le père d'Helmut Schmidt est le fils naturel d'un homme d'affaires juif allemand. Cette information est tenue secrète dans la famille, jusqu'à ce que cela soit confirmé publiquement par Helmut Schmidt en 1984, après que l'ancien président français Valéry Giscard d'Estaing, apparemment avec l'accord de Schmidt, l'eût révélé à des journalistes. Schmidt est de religion luthérienne mais non pratiquant[réf. souhaitée].
Il étudie au lycée Lichtwark de cette ville et en sort bachelier en 1937. Il poursuit ensuite ses études à l'université de Hambourg, en économie et en sciences politiques. Il est appelé au service militaire et commence par servir sur une batterie anti-aérienne à Vegesack, près de Brême, durant la Seconde Guerre mondiale. Après avoir brièvement combattu sur le front de l'Est, il retourne en Allemagne en 1942 où il est affecté au ministère de l'Aviation du Reich comme conseiller.
Cette même année, le 27 juin, il épouse son amour de jeunesse, Hannelore Glaser, surnommée « Loki » (1919-2010), avec qui il aura deux enfants : Helmut Walter (1944-1945), mort d'une méningite, et Suzanne (née en 1947). Vers la fin de la guerre, à partir de décembre 1944, il sert, avec le grade d'Oberleutnant, dans l'artillerie sur le front de l'Ouest. Il est fait prisonnier par les Britanniques en avril 1945 dans la lande de Lunebourg et reste prisonnier de guerre jusqu'en août. Durant la guerre, il a été décoré de la croix de fer.

### Débuts en politique
Schmidt rejoint le Parti social démocrate (SPD) en 1946 et est, de 1947 à 1948, le chef de l'Union socialiste allemande des étudiants (SDS), syndicat étudiant proche du SPD.
Après l'université, il travaille pour le gouvernement de la ville-Etat de Hambourg, au département de la Politique économique. Débutant en 1952, sous Karl Schiller, il devient l'un des responsables du département de l'Économie et des Transports.

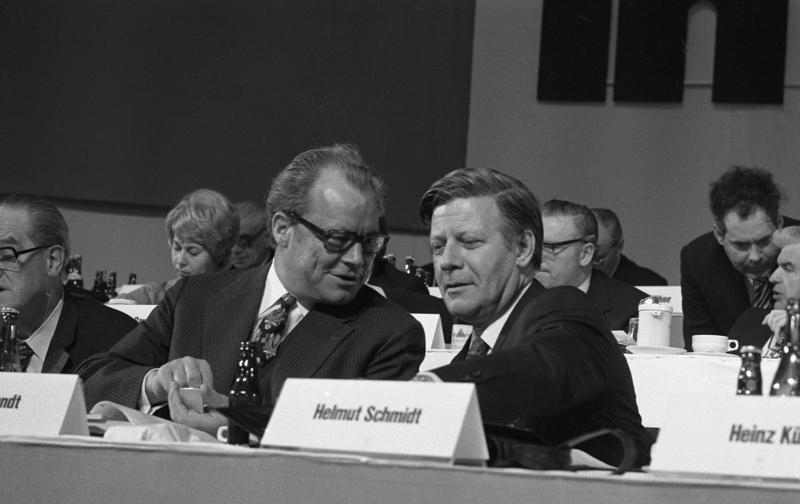
Helmut Schmidt et Willy Brandt à un congrès du SPD (1973).

Élu député de Hambourg au Bundestag en 1953, où il siège jusqu'en 1987, il est nommé en 1962 sénateur à l'Intérieur de la ville-État. En 1967, il est porté à la présidence du groupe parlementaire social-démocrate. De 1969 à 1972, il exerce les fonctions de ministre fédéral de la Défense dans le gouvernement de Willy Brandt et est ministre de l'Économie et des Finances de 1972 à 1974.

### Chancelier (1974-1982)

#### Un successeur dans la crise
Le 7 mai 1974, Willy Brandt démissionne avec effet immédiat de la chancellerie après que les services secrets ont découvert que son très proche conseiller Günter Guillaume était un agent de la Stasi. Le vice-chancelier libéral Walter Scheel exerce alors l'intérim de la direction du gouvernement fédéral. Le SPD, toujours présidé par Brandt, choisit Schmidt pour prendre la succession. Lors du vote au Bundestag le 16 mai, Helmut Schmidt remporte 267 voix pour et 225 voix contre. Il est alors le cinquième chancelier fédéral à recevoir l'investiture du Bundestag depuis 1949.
Il forme aussitôt son premier cabinet dans lequel le ministre fédéral de l'Intérieur Hans-Dietrich Genscher prend la suite de Scheel, élu président fédéral, aux fonctions de vice-chancelier et ministre fédéral des Affaires étrangères. Au titre des sociaux-démocrates, Schmidt nomme cinq nouveaux ministres fédéraux et se sépare d'Egon Bahr, éminence grise de son prédécesseur. Il le rappellera moins de deux mois plus tard.

#### Du keynésianisme au combat contre le choc pétrolier
Keynésien à l'origine, il adopte dès 1972, alors en tant que ministre des Finances, une politique économique plus libérale. Elu Chancelier en mai 1974 à la faveur de la chute de Willy Brandt, il doit lutter contre la très forte inflation causée par le premier choc pétrolier de la fin 1973, en lien avec l’allié du SPD depuis 1969 dans la coalition au pouvoir, le FDP, qui préconise une approche monétariste. Face aux réticences de l'aile gauche du SPD et de la Jusos, il lance un slogan qui sera plus tard appelé en France le « théorème de Schmidt » au moment du plan Barre de la fin 1976 : « les profits d'aujourd'hui sont les investissements de demain et les emplois d'après-demain ».

#### Une diplomatie pro-européenne et orientale

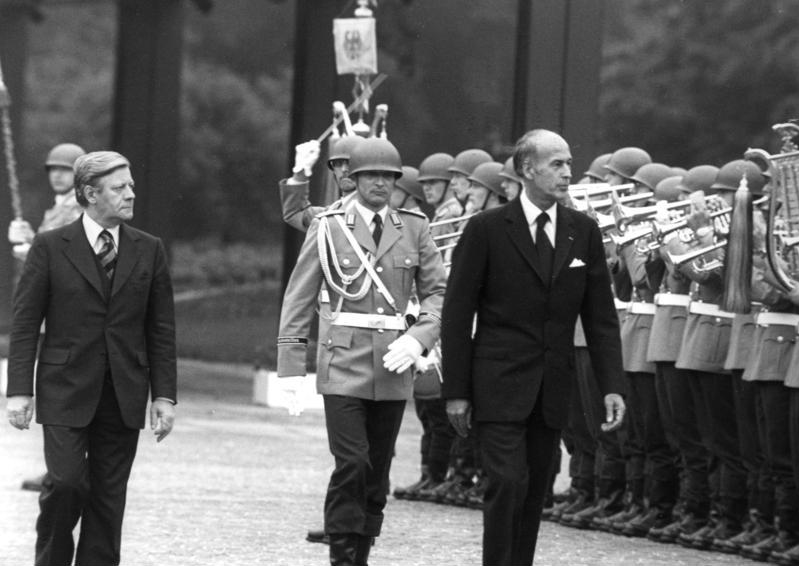
Helmut Schmidt et Valéry Giscard d'Estaing à Bonn (1977).

Helmut Schmidt a une bonne entente personnelle avec Valéry Giscard d'Estaing, le président français, de huit ans son cadet mais gouvernant à peu près durant la même période que lui (1974-1981). Il poursuit la politique d'apaisement à l'Est (Ostpolitik) de Brandt, s'opposant à la politique plus agressive poursuivie par Reagan (en 1989, il critiquera dans son livre Men and powers: a political retrospective la politique des « discours télévisés, des grands gestes » et « des petits pas » par laquelle les États-Unis espéraient mettre fin à la partition de l'Europe entérinée à Yalta). Il signe ainsi les accords d'Helsinki en 1975, et demeure au pouvoir après les élections législatives de 1976, s'appuyant sur une coalition avec le FDP.

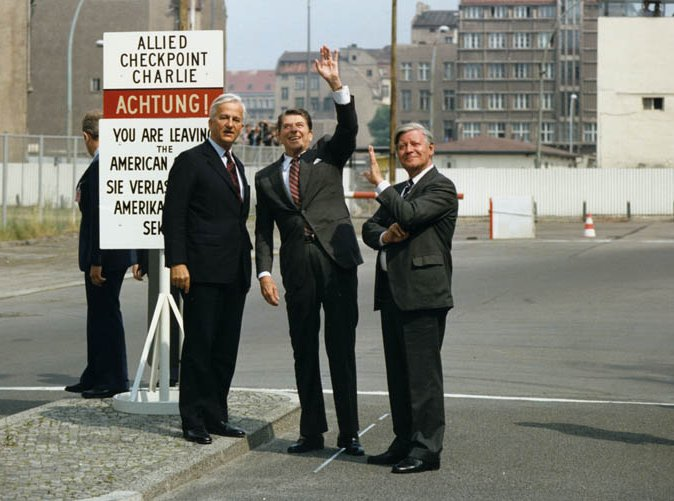
Le bourgmestre-gouverneur de Berlin-Ouest Richard von Weizsäcker, Ronald Reagan et Helmut Schmidt au Checkpoint Charlie, le 11 juin 1982.

#### Controverse sur la loi martiale en Pologne
Cela le contraint à des concessions. Le 13 décembre 1981 il est en voyage en Allemagne de l'Est lorsque le général Jaruzelski proclame l'état d'urgence en Pologne. Questionné par des journalistes ouest-allemands, il s'accorde avec son hôte Erich Honecker en estimant cette mesure nécessaire à la préservation de l'ordre et de la stabilité en Europe, ce qui lui vaut des critiques de la presse de droite (Frankfurter Allgemeine Zeitung), tandis que les journalistes Rudolf Augstein (Der Spiegel) et Theo Sommer (en) (Die Zeit) l'appuient, affirmant qu'il s'agissait de la seule mesure permettant d'éviter l'intervention militaire du Pacte de Varsovie. En décembre 2000, le chancelier social-démocrate Gerhard Schröder s'excusera du manque de soutien accordé à Solidarność lors de ces événements.

#### Le problème de la RAF
Sur le plan intérieur, il réagit avec fermeté face à la Fraction armée rouge (RAF). Lors de l'Automne allemand, il autorise les troupes d'élite du GSG 9 à intervenir à Mogadiscio pour mettre fin au détournement d'un avion de la Lufthansa par le Front populaire de libération de la Palestine en soutien à la « bande à Baader ».

#### La première censure constructive de l'histoire fédérale
En février 1982 il obtient la confiance du Parlement, mais le 17 septembre 1982 la coalition éclate : quatre ministres du Parti libéral-démocrate (FDP), menés par le ministre des Affaires étrangères Hans-Dietrich Genscher et celui de l'Economie Otto Graf Lambsdorff, quittent le gouvernement, choisissant un renversement d'alliance en apportant leur soutien au chrétien-démocrate Helmut Kohl. Schmidt cumule alors la fonction de chancelier et le portefeuille des Affaires étrangères, jusqu'à ce qu'une motion le renverse le 1er octobre 1982, Kohl devenant le nouveau chancelier : c'est la première fois qu'un chancelier est renversé de la sorte en RFA.

### À partir des années 1980: journaliste et écrivain

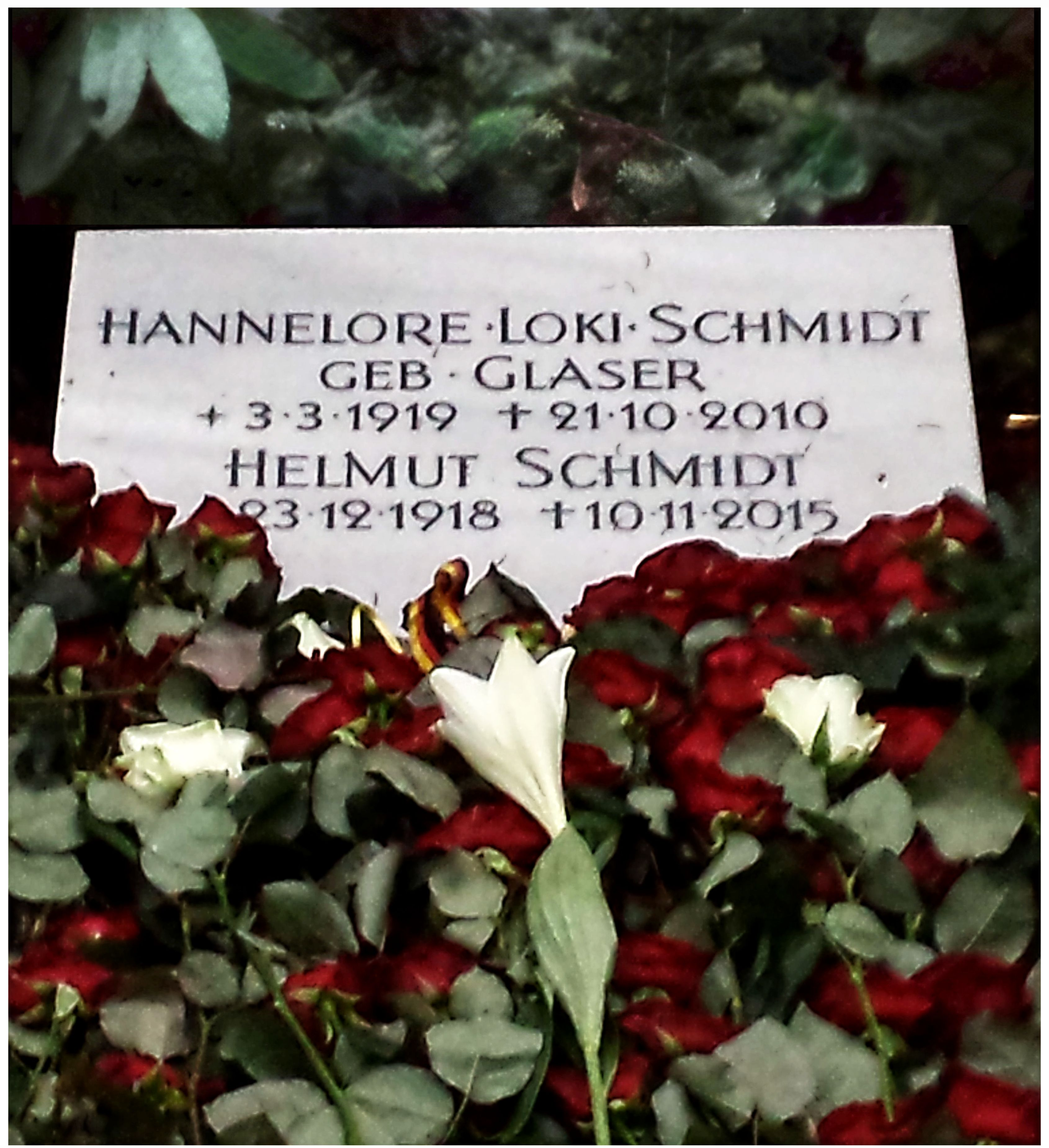
Pierre tombale au cimetière d'Ohlsdorf.

Après sa carrière politique, Helmut Schmidt travaille comme écrivain et journaliste. Il continue de s'intéresser à la vie sociale et politique de l'Allemagne. Il est chroniqueur à partir de 1983 et un des responsables de l'hebdomadaire de centre-gauche Die Zeit et écrit une trentaine d'ouvrages rencontrant souvent le succès, comme son dernier en 2011, Religion in der Verantwortung (« L'exercice responsable de la religion »), un essai sur la place de la religion dans une société mondialisée. La même année, il publie un livre d'entretiens avec Peer Steinbrück, qu'il appuie comme candidat du SPD à la chancellerie. En 2010, alors âgé de 91 ans, il était considéré par les trois quarts des Allemands comme une autorité morale, loin devant d'autres personnalités allemandes.
Sa femme Loki, qu'il avait épousée en 1942, décède en octobre 2010. Deux mille personnes, dont la chancelière Angela Merkel, assistent à ses obsèques à Hambourg. En août 2012, Helmut Schmidt déclare avoir une nouvelle compagne : Ruth Loah, 78 ans, une de ses plus anciennes collaboratrices.
Dans une interview à la chaîne publique ARD, le 7 août 2012, il déclare que si l'Allemagne veut jouer un rôle de leader européen, elle a un handicap majeur, son histoire. « Auschwitz et le meurtre de six millions de Juifs tout comme la guerre mondiale de Hitler sont des événements qui sont ancrés dans l'inconscient des peuples européens, si bien qu'un rôle de leader de l'Allemagne en Europe est exclu, et ce sera le cas encore pendant longtemps ».
Il s'exprime à plusieurs reprises au sujet du multiculturalisme. En 2004, il décrit la société multiculturelle comme « une illusion d'intellectuels ». Il avance que le concept de multiculturalisme serait difficile à concilier avec une société démocratique. Pour cette raison, il considère comme une erreur que la République fédérale ait fait venir des travailleurs immigrés d'autres cultures au début des années 1960. Dans un entretien commun avec Gerhard Schröder dans le journal Der Spiegel en 2013, il exprime un fort scepticisme quant aux perspectives d'intégration des immigrés musulmans dans la société allemande.
En 1981, il est fait docteur honoris causa de l'université Paris-Sorbonne, en présence du président Valéry Giscard d'Estaing.
En 2014 lui est décerné le Grand Prix des Médias du Prix Franco-Allemand du Journalisme (PFAJ).
Il meurt d'une artériopathie oblitérante des membres inférieurs le 10 novembre 2015 à Hambourg.

## Œuvres traduites en français
Parmi les nombreux ouvrages écrits par Helmut Schmidt, seuls quatre ont été traduits en français :
- Un chrétien face aux choix politiques, Le Centurion, 1980 ((de) Als Christ in der politischen Entscheidung, 1976), trad. Yves Ledure, Jean Lyon et Charles Ehlinger, 184 p.  (ISBN 978-2-227-35608-5)Compilation d'articles publiés entre 1962 et 1976 dans diverses revues allemandes.
- La Volonté de paix, Fayard, 1980 ((de) Der Kurs heisst Frieden, 1979), trad. Suzanne Enquebecq-Boileau et Jeanne-Marie Gaillard-Paquet, 285 p.  (ISBN 978-2-213-00895-0)Recueil de discours prononcés entre 1974 et 1979. Préface d'Alfred Grosser.
- Des puissances et des hommes, Plon, 1988 ((de) Menschen und Mächte, 1987), trad. Monique J. Lebedel, 427 p.  (ISBN 978-2-259-02059-6)
- L'Europe s'affirme : perspectives pour le XXIe siècle, Éditions de Fallois, 2001 ((de) Die Selbstbehauptung Europas : Perspektiven für das 21. Jahrhundert, 2000), trad. Dominique Tassel, 269 p.  (ISBN 978-2-87706-406-4)Préface de Valéry Giscard d'Estaing.